# Hélio Costa (futebolista)
Hélio Costa (Belém, 5 de dezembro de 1919 — local e data de falecimento desconhecidos), mais conhecido como Hélio, foi um futebolista brasileiro que jogava como atacante. Notabilizou-se como o maior artilheiro do clássico Re-Pa, com 48 gols, todos pelo Paysandu, ao longo das décadas de 1940 e 1950. Dois desses gols foram marcados na maior goleada da rivalidade, o 7–0 em pleno estádio rival, em 1945.
Hélio também é o segundo maior artilheiro do Paysandu, com 237 gols, e chegou a ser o maior até ser superado na década de 1970 por Bené. Conquistou cinco campeonatos paraenses, seguidos, precisamente na maior sequência de títulos do "Papão" na competição. Muito de seus gols vieram por cabeceio, rendendo-lhe o apelido de "Cabecinha de Ouro".
Curiosamente, Hélio atuou no clube tanto com Quarenta com o filho deste, Quarentinha. O primeiro é o terceiro maior artilheiro do Paysandu (e também o terceiro maior do clássico Re-Pa), e chegou a ser o maior até ser superado primeiramente pelo próprio Hélio. O segundo começou a carreira no clube antes de tornar-se o maior artilheiro do Botafogo e jogador da seleção brasileira.

## Carreira

### Início

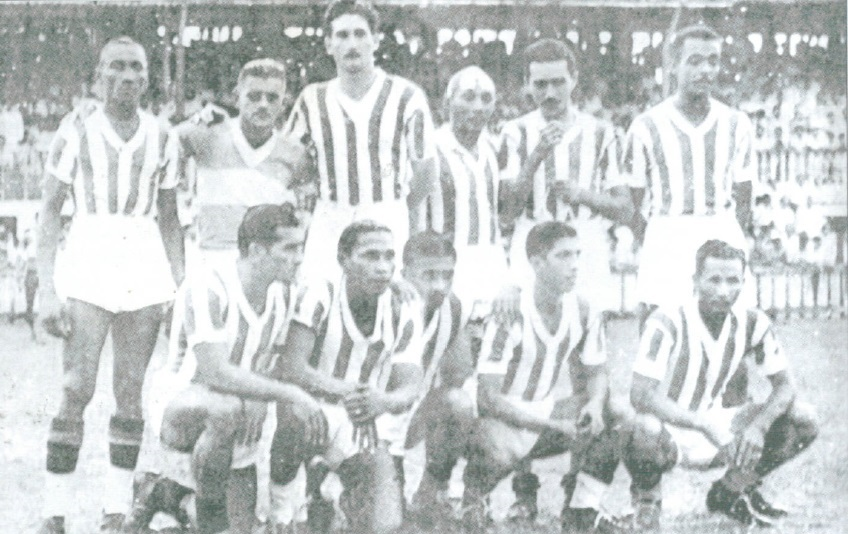
Paysandu vencedor do campeonato paraense de 1945. Hélio é o terceiro agachado.

O primeiro time de Hélio foi o Revoltoso Esporte Clube, cujo nome remetia à Revolução de 1930. Ainda como juvenil, passou ao Itaité, do bairro da Pedreira. Dali, ingressou nas categorias de base do Paysandu. Por um tempo, chegou a, em paralelo, participar de outra equipe da Pedreira, o Santa Cruz, que havia ajudado a fundar, e em dado momento deixou os alviazuis para focar apenas na sua equipe, até ser novamente convidado para integrar o Paysandu..
Hélio estreou no time adulto precisamente em um Re-Pa em 1941, marcando duas vezes na ocasião. A partida foi um amistoso realizado em 2 de fevereiro, no estádio da Curuzu. Ele marcou o primeiro e o último gol de uma partida finalizada em 3–2 sobre o Remo, e teve polêmica: o árbitro Victor Machado foi agredido pelo zagueiro remista Coelho após expulsa-lo, e recusou-se a continuar apitando; após vinte minutos de paralisação, o jogo foi mantido sob arbitragem do próprio presidente da Associação Paraense de Futebol, Eugênio Soares.
A partida seguinte de Hélio foi outro clássico, o realizado contra a Tuna Luso. Ele marcou outras duas vezes, em triunfo por 3–0, e assim firmou-se na titularidade. Ainda no primeiro semestre, ele e o clube derrotaram na mesma tarde, por 4–0, tanto o Remo com a Tuna, em festival beneficente realizado em 27 de abril. Quarenta marcou duas vezes nos azulinos e outro nos tunantes. Já no campeonato paraense daquele ano, Hélio marcou pelo terceiro Re-Pa seguido, em vitória por 4–1. A campeã, porém, seria a Tuna. Naquele ano, houve outros dois Re-Pas com registros de participação de Hélio, ambos amistosos, e ele marcou em ambos - um em derrota de 3–2 e dois em vitória por 3–1.
No ano de 1941, Hélio também estreou pela seleção paraense, no primeiro jogo que ela realizou naquele ano. Foi em 26 de outubro de 1941, em duelo contra a amazonense que valia o título simbólico de campeão do norte do Campeonato Brasileiro de Seleções Estaduais. Ele marcou um gol em vitória por 4–1, no estádio do Remo. O resultado classificou o Pará às fases decisivas do torneio, no estádio do Pacaembu, na qual a seleção conseguiu os resultados considerados mais gloriosos de sua história: a vitória por 2–1 sobre o Paraná, mesmo com um jogador a menos em função de fratura do jogador Orlando Brito quando ainda não se permitiram substituições - os gols foram de Quarenta, também do Paysandu.
Adiante, o Pará enfrentou a seleção gaúcha e perdeu por 3–2, com Hélio marcando o primeiro gol no embate contra a seleção de Tesourinha, autor de dois. Considerado pelo jornal catarinense O Estado um "valoroso elemento" da seleção paraense, por ela Hélio marcou os três gols da vitória por 3–0 sobre o clube pernambucano Santa Cruz, já em janeiro de 1942.
No ano de 1942, o Paysandu venceu o campeonato paraense em campanha iniciada com um 5–0 no rival Remo em pleno estádio do adversário, com Hélio marcando duas vezes. Ele depois fez quatro na terceira rodada, em outra goleada clássica, em 6–2 sobre a Tuna Luso. Foram ao todo sete gols em seis rodadas em uma campanha campeã com 100% de aproveitamento.
O título de 1942 foi o primeiro de cinco títulos seguidos do clube no torneio, até hoje a maior série estadual do Paysandu. Na campanha de 1943, Hélio marcou o último de vitória por 4–0 no Re-Pa (placar assegurado a despeito do árbitro, em decisão incomum, autorizar no intervalo a volta do remista Vavá, que havia sido expulso), um deles de bicicleta, com o clube derrotando o maior rival outras duas vezes no caminho, por 4–2 e 2–0, com o "Cabecinha de Ouro" marcando um gol em cada um desses clássicos. Foram sete vitórias em nove jogos, com Hélio destacando-se também pelos três gols marcados em vitória por 5–2 sobre o Transviário, além de marcar em 2–0 no clássico com a Tuna. Foram oito gols do atacante em nove rodadas.
O título estadual de 1944 foi o 14º do Paysandu, que assim ultrapassou pela primeira vez o Remo, que tinha treze. Hélio marcou onze vezes em nove rodadas, três deles já na primeira, em pleno Re-Pa realizado no estádio do rival, derrotado por 4–2. Outros três vieram na rodada seguinte, no 7–0 sobre o Transviário, e mais dois na terceira, em 4–4 no clássico com a Tuna, que ainda naquela campanha seria derrotada por 5–1 com Hélio marcando três vezes. Naquele ano, Hélio marcou três vezes em dois jogos pela seleção paraense contra a amazonense, em vitórias por 1–0 e 3–1 pelo campeonato brasileiro.

### Profissionalismo e 7–0

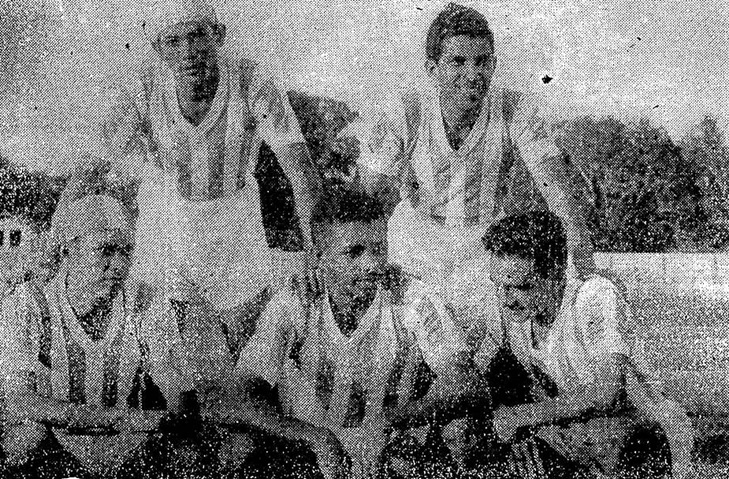
Quinteto ofensivo do Paysandu em 1947: Hosana, Aracati, Hélio, Guimarães e o paraguaio Severo Rivas.

Em 1945, ocorreram quatro Re-Pas no primeiro semestre, com o Paysandu invicto: 2–0, 4–3, 2–2 e 1–0. Hélio jogou os primeiros três e marcou um gol cada nos primeiros dois. Posteriormente, começou o campeonato estadual daquele ano, a marcar a implantação oficial do profissionalismo no futebol paraense. A segunda rodada entraria para a história como a maior goleada do clássico Re-Pa: o 7–0 em favor do Paysandu em pleno estádio do Remo. Hélio marcou o primeiro e o sexto nessa partida, além de acertar a trave com o jogo ainda em 0-0. No primeiro gol, já aos 37 minutos do primeiro tempo, disputou com o adversário Jesus uma bola aérea lançada por Arleto. A bola terminou caindo nos pés do centroavante, que de improviso e com calma arrematou para o gol, desviando de pé direito para acertar o ângulo direito.
Ainda antes do fim do primeiro tempo, aos 43 minutos, o ponta-direita alviazul Arleto e o lateral-esquerdo remista Vicente trocaram agressões em um lance sem bola. O lance passou despercebido pelo árbitro até autoridades invadirem o campo para conter os dois jogadores - Arleto sangrava e ambos foram então expulsos pelo juiz Alberto da Gama Malcher Filho. A expulsão prejudicou especialmente os anfitriões, que haviam começado bem a partida, chegando a acertar uma bola na trave, e perderam o ímpeto e força defensiva. A goleada se construiu no segundo tempo, com o segundo gol sendo convertido já no primeiro minuto e o sexto, ainda aos 24. Este gol foi marcado por Hélio após ele receber na corrida uma bola da meia-direita e desviar com o pé esquerdo.
O sétimo gol só veio aos 44 minutos; o Paysandu fora descrito sem estar "100%" pela crônica esportiva de A Vanguarda (que ressaltou que Hélio vinha de um período fora de forma, que começava a recobrar), que, por outro lado, em função do resultado usou a manchete "Deu saída o Paysandu para o Tetracampeonato". A nota da Folha Vespertina também assinalou que a goleada veio mesmo com perda de ritmo ofensivo alviazul por conta da expulsão de Arleto, chegando a descrever a partida como fraca.

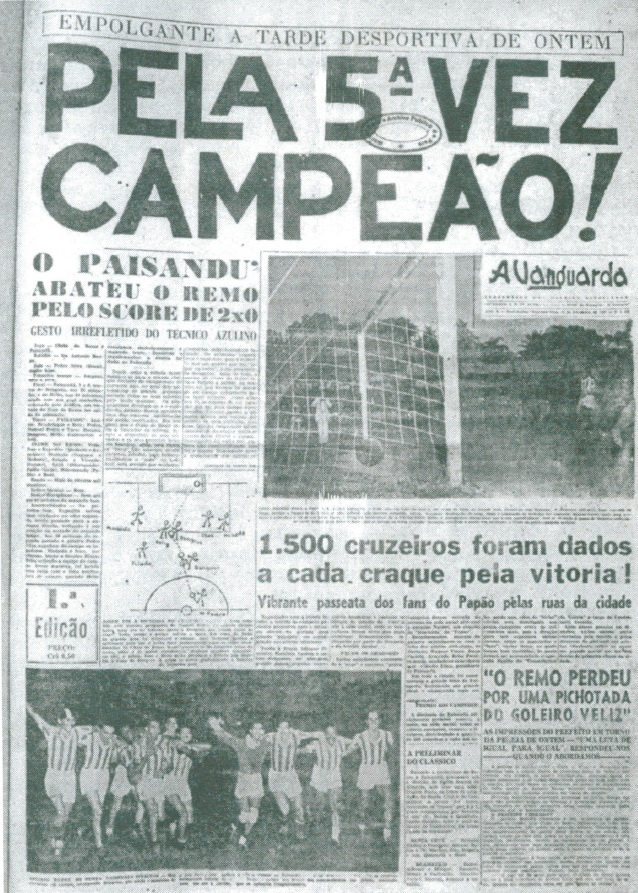
O pentacampeonato do Paysandu, em 1947, último título de Hélio.

A rodada seguinte ao  7–0 foi outro clássico, contra a Tuna, no qual Hélio voltou a abrir o placar em nova vitória, por 3–1. A quarta rodada foi novo Re-Pa com sete gols, dessa vez em vitória alviazul por 4–3 na qual Hélio marcou três vezes. Foram ao todo doze gols de Hélio em doze rodadas, rendendo ao centroavante a primeira artilharia profissional do Campeonato Paraense de Futebol.
Em 1946, não houve campeonato paraense; mas a seleção do Estado manteve-se ativa no campeonato brasileiro. Hélio marcou duas vezes em vitória por 3–0 no duelo inicial com a amazonense e outro no jogo de volta, em Manaus, para a qual os paraenses entraram em campo três horas após aterrissarem de uma viagem aérea de cinco em avião cargueiro. O Pará, porém, terminou eliminado pelo Maranhão e a seleção paraense só voltaria a jogar em 1950. Em Re-Pas amistosos, Hélio marcou três vezes em cinco encontros, com um deles sendo o último de partida finalizada em vitória alviazul por 4–3.
Sem haver campeonato em 1946, o quinto título seguido do Paysandu viria no campeonato de 1947. Nele, Hélio marcou onze vezes em oito rodadas. Dois, já na primeira rodada, em vitória por 4–2 no clássico com a Tuna; outros dois na segunda, na goleada por 6–1 no Júlio César. A quinta rodada foi novo duelo com a Tuna, derrotada por 3–2 com dois gols de Hélio, que na sétima marcou o segundo de vitória por 2–0 no Re-Pa, dentro do estádio rival. Na rodada final, foram quatro gols do centroavante em 9–0 sobre o Transviário.
Em amistosos de 1947, Hélio marcou o segundo gol em vitória por 5–4 no Re-Pa ainda no primeiro semestre. Em 16 de janeiro de 1948, aquele ciclo rendeu o apelido de "Papão da Curuzu", criado em crônica publicada nesta data pelo jornalista Everardo Guilhon no jornal A Vanguarda.
O certame de 1947 foi também o primeiro a preservar uma tabela de artilharia do campeonato paraense. Hélio, com seus onze gols, foi o artilheiro daquela edição.

### Final

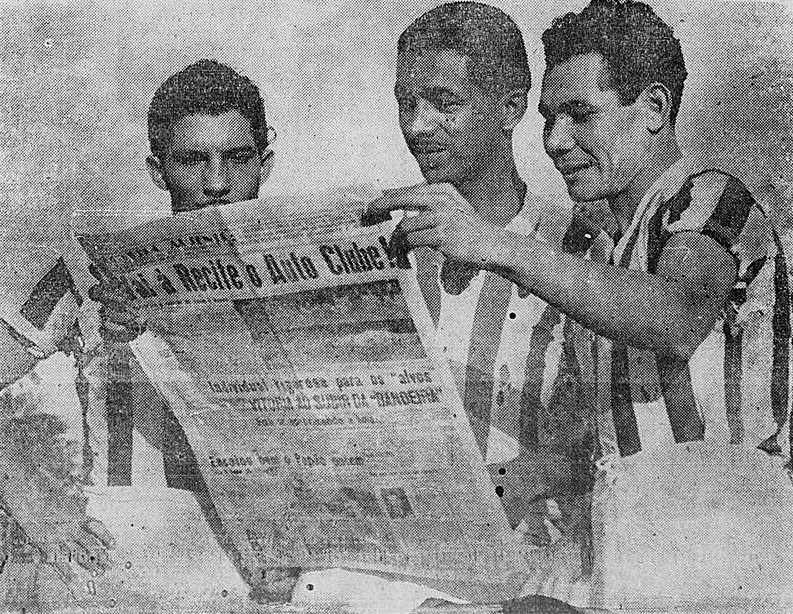
Em 1951, entre Guimarães e Teixeirinha.

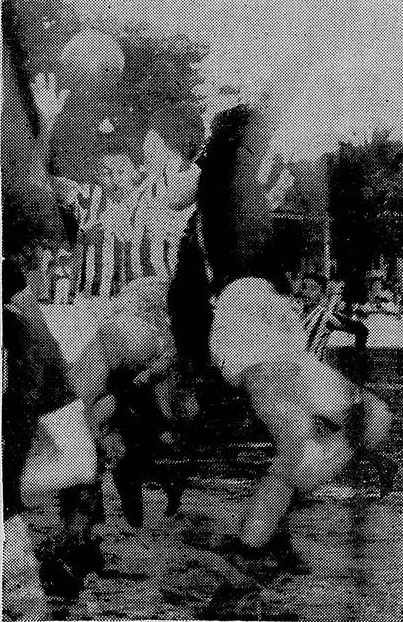
Gol de Hélio em Re-Pa de 1951, em lance em que remistas reclamaram de uso indevido da mão dele.

Após o pentacampeonato, porém, o Papão enfrentaria nove anos de jejum. Em 1948, Hélio marcou uma única vez em oito Re-Pas realizados. Em 1949, Hélio participou de seis clássicos, marcando um gol e chegando a ser expulso em outro juntamente com o goleiro rival Julio Véliz, expulso ao dar um pontapé no centroavante.
A seleção paraense foi retomada no primeiro trimestre de 1950, com Hélio marcando duas vezes em vitória por 4–1 sobre a amazonense pelo campeonato brasileiro de Estados. Adiante, o Pará sagrou-se simbolicamente campeão do Norte após superar a cearense, indo à fase final, no estádio de General Severiano. Nela, os paraenses começaram arrancando empate em 1–1 com Minas Gerais, com Hélio marcando o primeiro gol, aos 28 minutos - os mineiros empataram a cinco minutos do fim.
No jogo-desempate, os mineiros abriram 2–0, mas sofreram o empate. Na prorrogação, o Pará foi derrotado por 3–2, o que não impediu uma calorosa recepção de uma multidão no retorno dos paraenses a Belém. José Lins do Rego, para o Jornal dos Sports, relataria que "o público carioca ficou satisfeito com a atuação brava da seleção paraense. Em duas partidas rigorosas, os rapazes do Grão-Pará mostram-se à altura da metrópole. Assisti as duas partidas com entusiasmo nordestino, torcendo pelos amigos do extremo norte. Se não apresentaram um football de primeira qualidade, puderem exibir, de quando em vez, lances de emocionar. Os mineiros estaram seguros de um passeio. E comeram duro. Tiveram que suar a camisa para vencer, com chance, numa prorrogação que estremeceu a assistência. Os paraenses encheram as medidas".
Ao longo daquele ano de 1950, o Hélio jogou dez clássicos, com quatro gols, um deles em vitória amistosa por 3–0. Foi o ano do Re-Pa de número 200, em grande equilíbrio a acumular 75 vitórias alviazuis e 74 azulinas.
Em 1951, foram dez Re-Pas com Hélio e seis gols dele - em dois, marcou ambos em empates amistosos de 2–2. Um de seus gols teria sido irregular: fotografia que mostrava-o levantando o braço ao saltar reforçou ora versões de que teria feito com a mão, ora de que teria usado-a para cometer falta.
Ainda em 1951, Hélio passou a ser colega de Quarentinha, filho do ex-colega Quarenta. Em 1952, Hélio jogou quatro clássicos e não marcou.  Ainda assim, esteve em dois jogos dos oito realizados naquele ano pela seleção paraense, marcando em ambos: 2–2 com o Maranhão e derrota de 6–3 para Rio Grande do Sul no estádio de General Severiano, pelo campeonato brasileiro. Porém, ficou de fora da primeira excursão que o Paysandu realizou ao exterior, naquele ano, em turnê pelas Guianas.
O último jogo de Hélio deu-se em amistoso contra a Tuna Luso realizado no estádio do Remo em 1 de janeiro de 1953. Jogou os primeiros cinco minutos, quando foi substituído por Quarentinha, que marcaria um dos gols em vitória alviazul por 2–1 no clássico. Curiosamente, o Paysandu viria a ter outro jogador apelidado de Quarentinha, que viria a ser considerado o maior ídolo do clube e que despediu-se em circunstâncias de similar reconhecimento dos rivais: também contra os tunantes no estádio remista.

## Após parar
Hélio passou a residir em Macapá, onde curiosamente manteve convivência com Julio Véliz, goleiro remista de quem tornou-se amigo após anos de duelos ferozes no Re-Pa. O uruguaio havia convivido com futuros jogadores vencedores da Copa do Mundo FIFA de 1950; e, como goleiro de diferentes clubes gaúchos na era do "Rolo Compressor" do Internacional e cariocas no início da década de 1940, enfrentado também Heleno de Freitas e outras estrelas de renome nacional e internacional - mas à altura da década de 1970 ainda qualificava Hélio como "o maior atacante" que vira "na vida". Véliz sofreu treze dos 47 gols que o centroavante marcou no Remo e costumava gritar "segura o Hélio!" aos colegas.
Com 237 gols pelo Paysandu, Hélio segue como maior artilheiro da rivalidade e só foi superado na década de 1970 como maior artilheiro do clube, pelos 249 gols de Bené.

## Títulos
Paysandu
- Campeonato Paraense: 1942, 1943, 1944 e 1945 e 1947

Seleção Paraense
- Etapa Norte do Campeonato Brasileiro de Seleções Estaduais: 1941 e 1950

Individual
- Artilheiro do Campeonato Paraense: 1947 (11 gols)[33]